# Schäkel

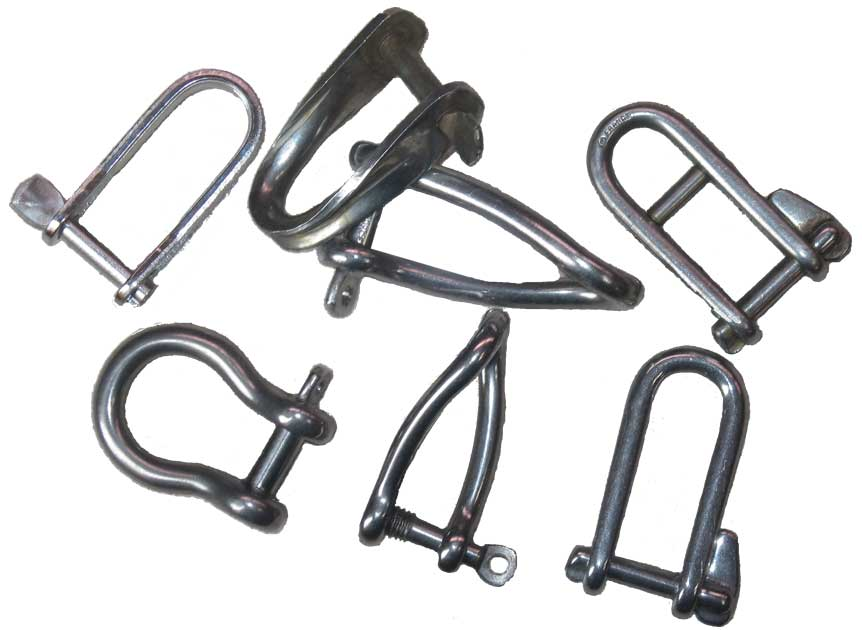
Verschiedene Schäkelausführungen

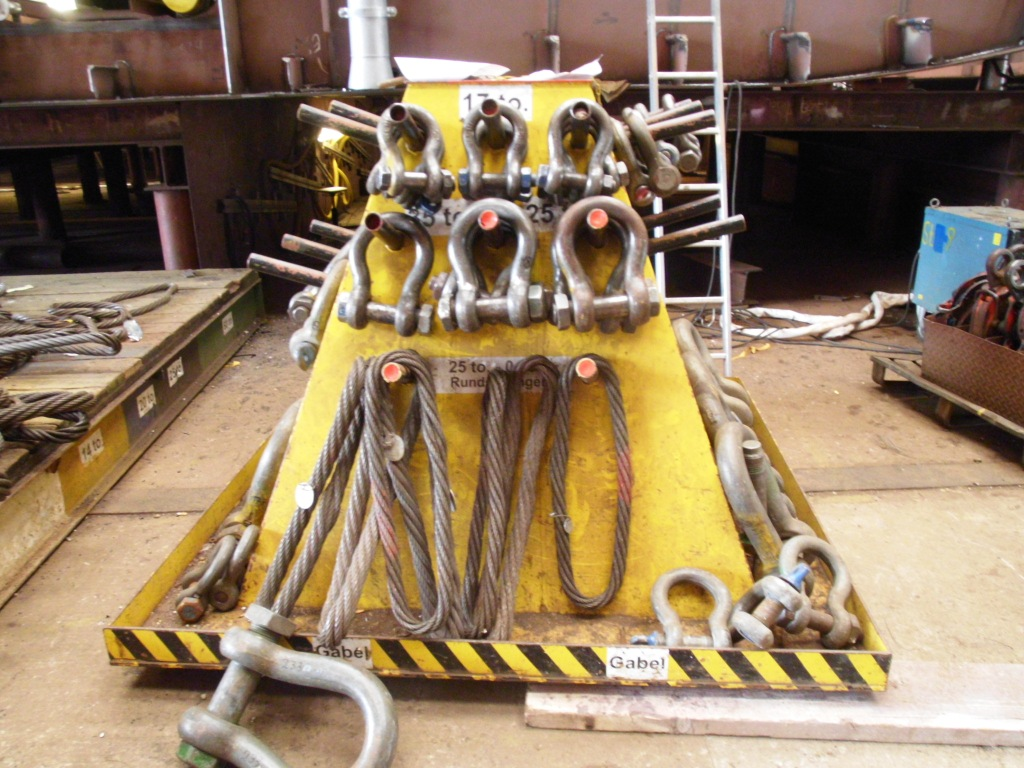
Schäkel auf einer Werft

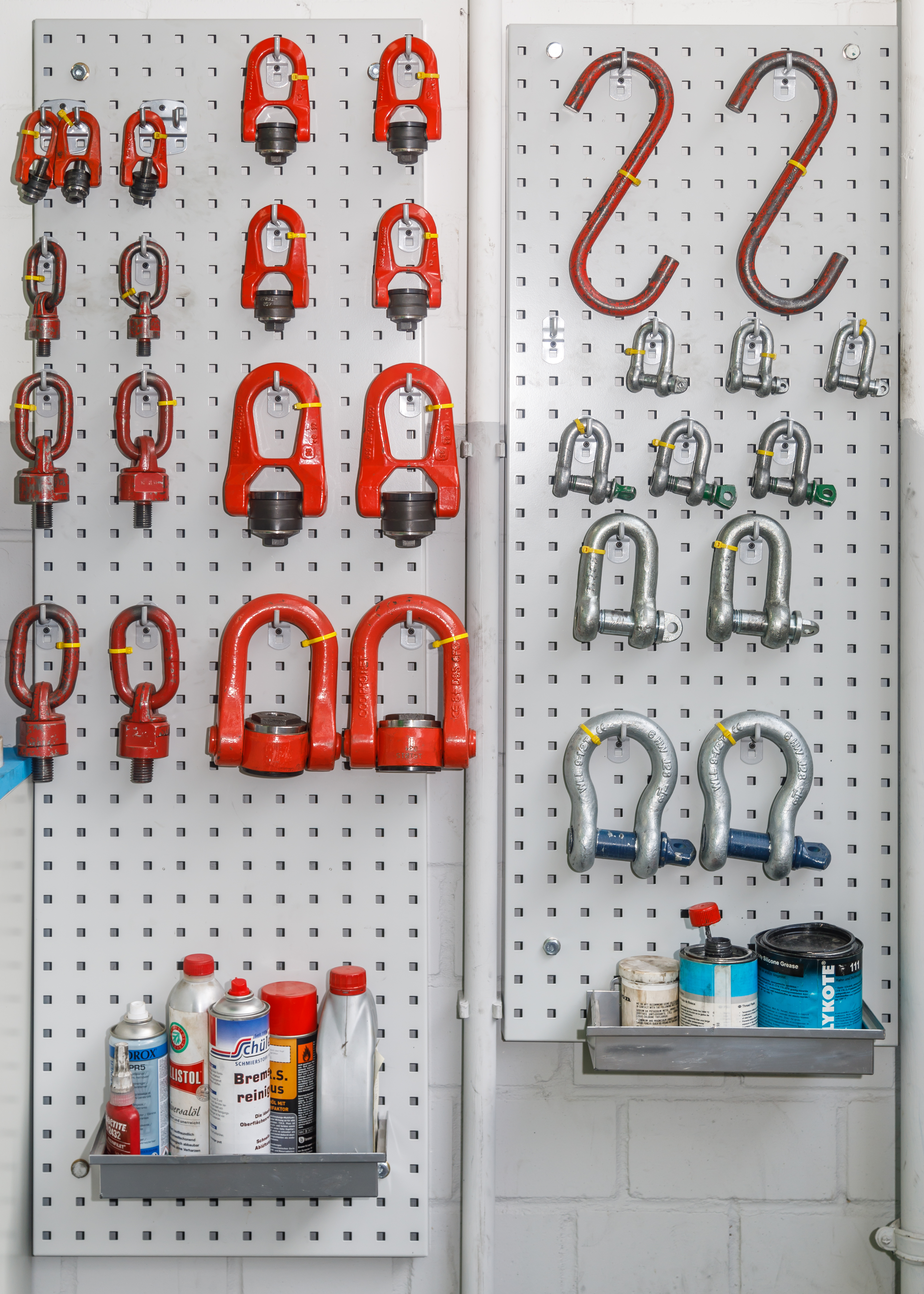
Schäkel in einem Prüflabor. Die gelben Kabelbinder markieren das Datum der letzten Sicherheitsüberprüfung.

Ein Schäkel (Malotte, umgangssprachlich auch Kuhmaul oder Schäkelhaken) ist ein U-förmiger, mit einem Schraub- oder Steckbolzen verschließbarer Bügel zum Verbinden zweier Teile.

## Anwendung
Schäkel dienen vor allem der Aufnahme von Zugkräften beim Übergang von Seilen, Drahtseilen oder Ketten auf feste Bauteile. Die Bolzen werden häufig mit Muttern oder Splinten gesichert. Die Verwendung eines Schäkels erlaubt das leichtere Auswechseln eines beschädigten Drahtseils oder einer Kette. Durch die gebogene Form ist die Verbindung beweglicher.
Schäkel werden vor allem in der Schifffahrt benutzt, aber auch in der Fördertechnik und im Maschinenbau.
Gefertigt wird ein Schäkel zumeist aus Stahl oder Edelstahl, durch Gießen oder Schmieden.

## Ausführungen
Falls die Verbindung häufiger gelöst werden muss, werden meist Karabinerhaken oder Schnappschäkel verwendet. Im Gegensatz zu den üblichen Bauformen kann ein Schnappschäkel auch unter Last ohne besonderen Kraftaufwand betätigt werden.

### Geschweifte Schäkel
Genormt sind Schäkel beispielsweise in der DIN 82016 als geschweifte Ladeschäkel. Hier werden unterschieden:
- die Formen
  - Form A, bei welcher der Bolzen in das Schäkelauge geschraubt wird, d. h. der Schäkel selbst weist ein Innengewinde auf
  - Form B mit Bolzen und separater Mutter
- die Nenngrößen. Diese reichen von 80 kN (≈8 t) bis 1000 kN (≈100 t) als Standardgrößen. Die wichtigsten Maße sind die innere Weite, die lichte Höhe und der Bolzendurchmesser.

### Gerade Schäkel
Eine andere Form haben die in der Norm DIN 82101 beschriebenen geraden Schäkel. Diese werden gefertigt in den Formen:
- Form A (Nenngröße 0,06 bis 20) mit in das Schäkelauge geschraubtem Bolzen
- Form B (Nenngröße 0,4 bis 20) mit versenktem Bolzen
- Form C (Nenngröße 1 bis 20 und 25 bis 100) mit Bolzen und Mutter.

### Hochfeste Schäkel
Es gibt auch Schäkel aus hochfestem Material, die bei gleicher Tragfähigkeit kleiner und leichter sind. Solche Schäkel werden für Nutzlasten bis über 1000 Tonnen hergestellt.

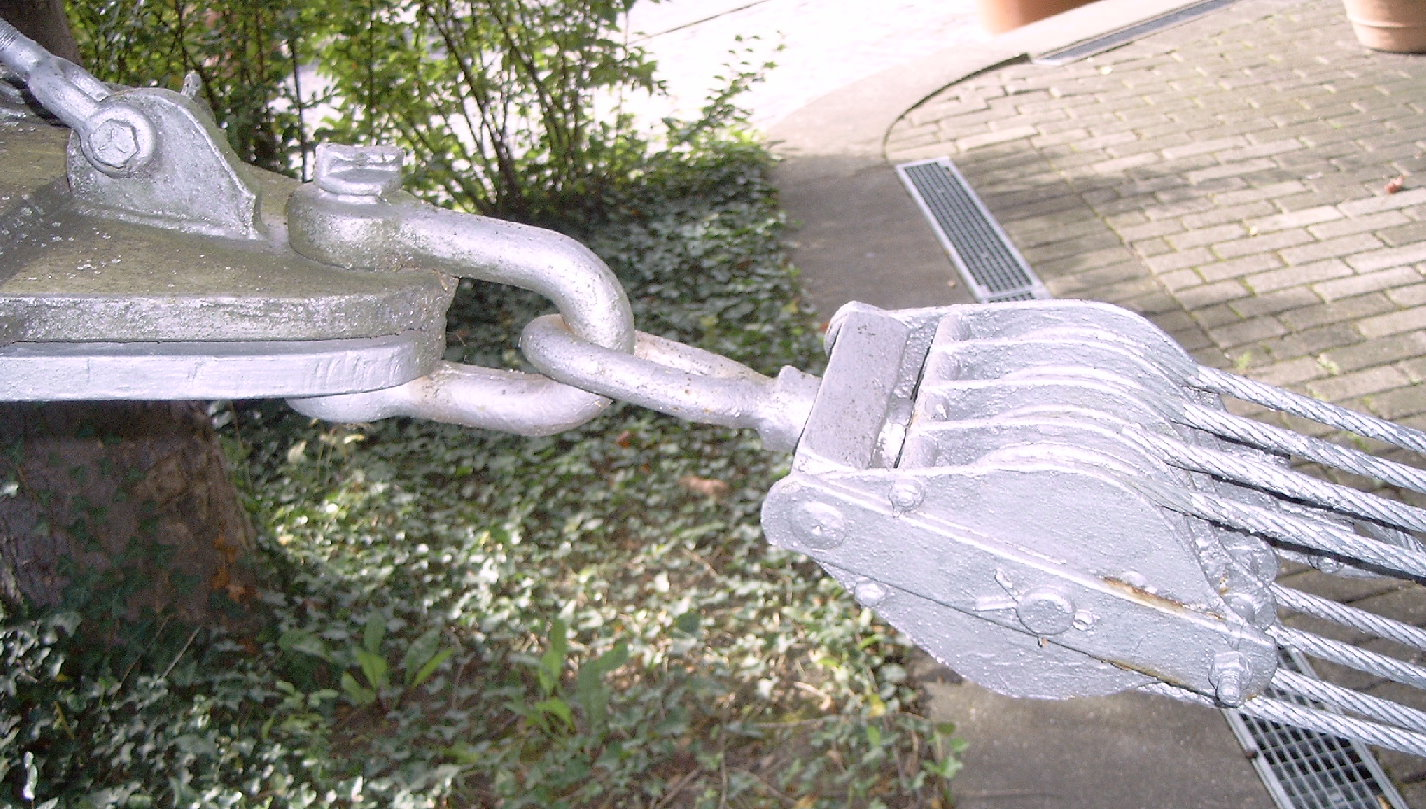
Schäkel an einem Flaschenzugblock
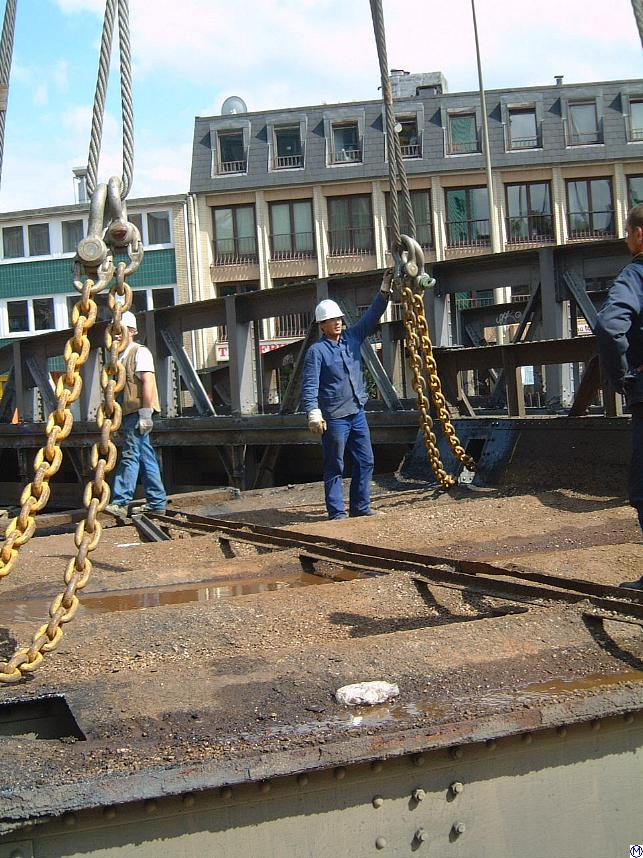
Einsatz von großen Schäkeln am Kran
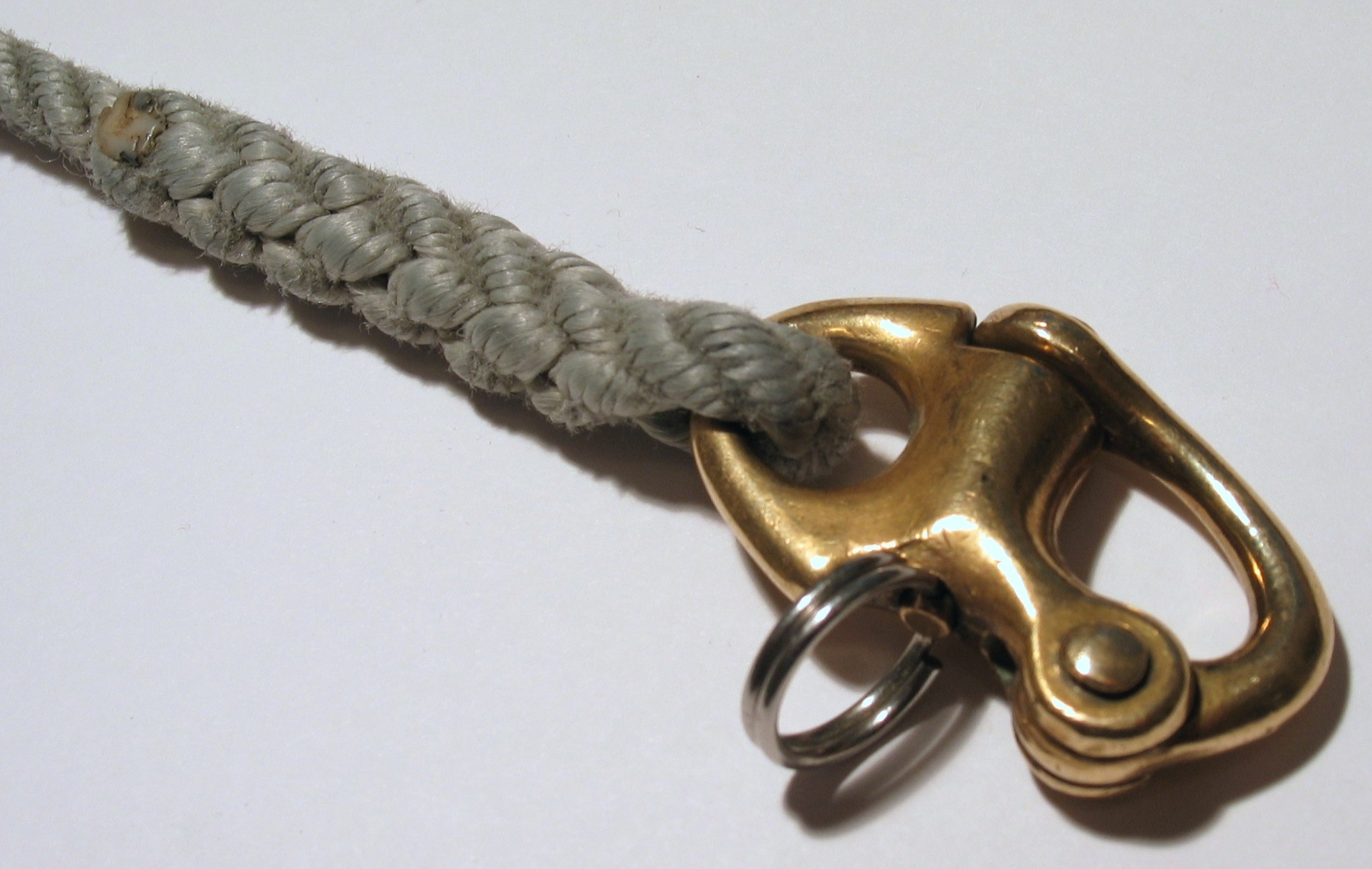
Schnappschäkel
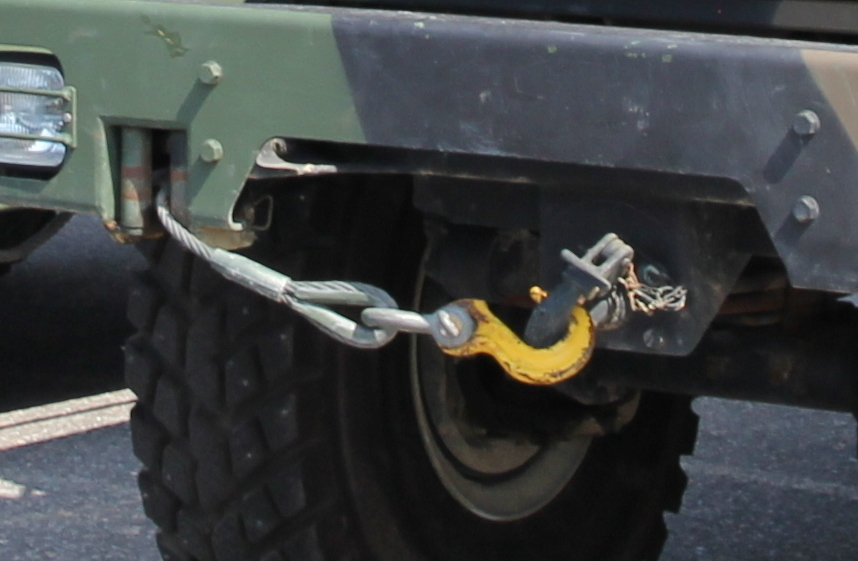
Schäkelverbindung des Stahlseils einer Lkw-Seilwinde mit einem Haken
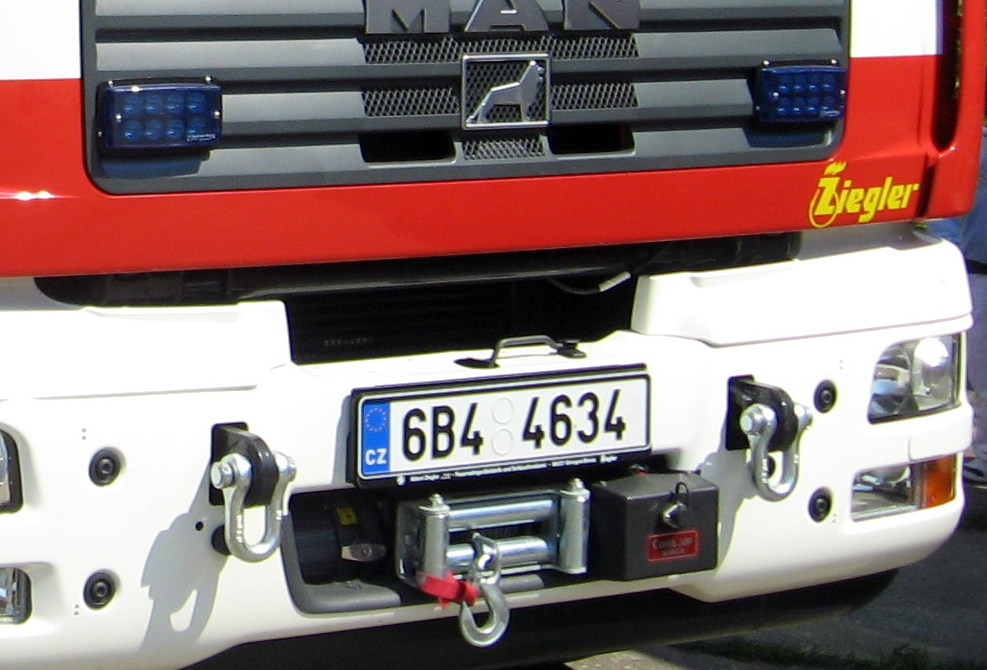
Zwei Schäkel für Bergungseinsätze an der Front eines Feuerwehrfahrzeugs
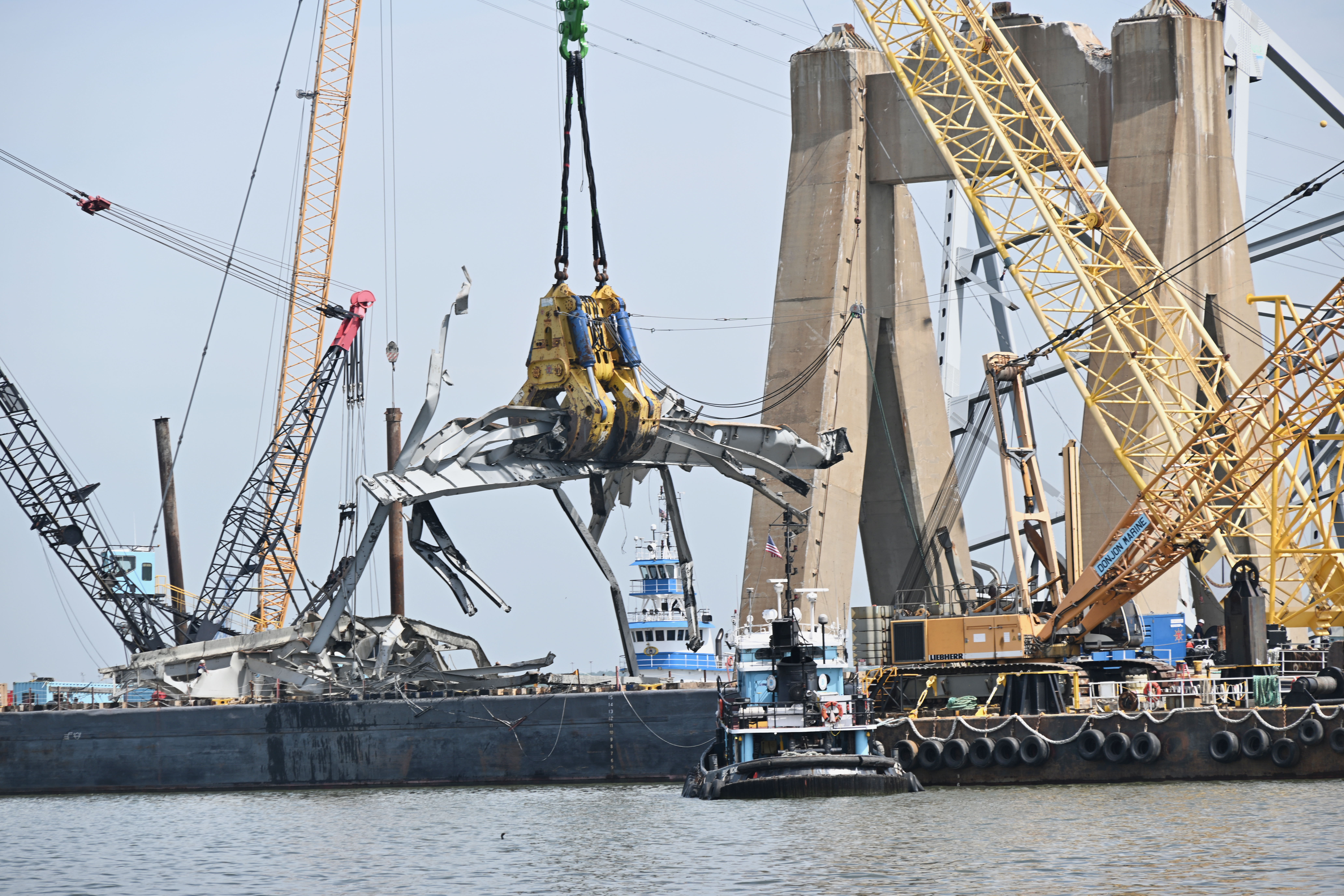
Schäkel am 1000 short tons-Schwimmkran „Chesapeake 1000“. Der Greifer allein wiegt 165 t und kann 1000 t tragen.
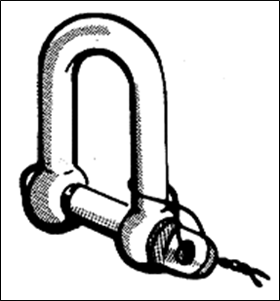
Schäkel mit Drahtsicherung

### Tauwerk-Schäkel
| Seildurchmesser | Festigkeit | Gewicht |
| --------------- | ---------- | ------- |
| 6 mm            | 2200 daN   | 24 g    |
| 8 mm            | 3800 daN   | 41 g    |

Tauwerk-Schäkel (auch Weiche Schäkel oder Softschäkel genannt) werden im Gegensatz zu den klassischen Schäkeln aus Kunstfasertauwerk hergestellt. Üblicherweise wird dazu in ein kurzes Stück Leine aus Einfachgeflecht (etwa 1 m) an einem Ende ein Auge gespleißt und am anderen Ende ein Diamantknoten geknüpft. Wird nun der Knoten in das Auge gesteckt, so zieht sich dieses unter Last zu und bildet auf diese Weise einen sehr leichten und starken Tauwerk-Schäkel.
Ein verwendetes Material ist Dyneema, eine Polyethylen-Faser, die bei gleichem Gewicht 12-mal fester als Stahl ist. Dyneema eignet sich ausgezeichnet zur Herstellung besonders leichter Schäkel, die sogar schwimmen.

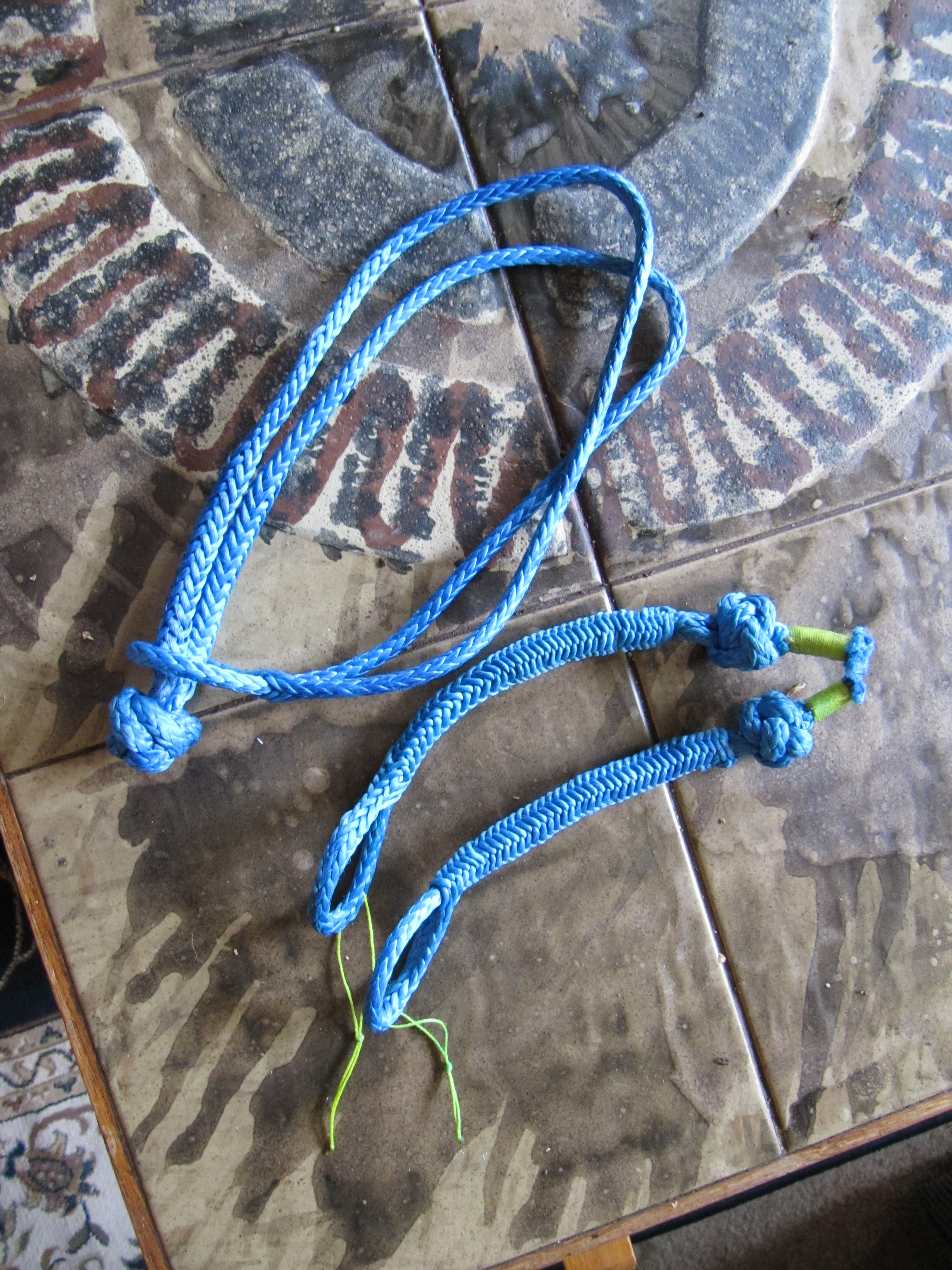
Verschiedene Ausführungen von Softschäkeln
(unten mit gelber Auszugsleine)